# Vinyl Basketball Club
Le Vinyl Basketball Club est une franchise de la ligue américaine de basket-ball à trois féminin Unrivaled.

## Présentation
Le Vinyl est l’un des six clubs de la ligue américaine de basket-ball à trois féminin Unrivaled. Comme les cinq autres, il est franchisé à la ligue et est basé à Miami. Leurs matchs se déroulent au Média pro US, une salle de 850 places.

### Identité
La ligue révèle les noms et les identités graphiques des clubs le 24 octobre 2024. C’est l’agence Doubleday & Cartwright qui l'accompagne dans leurs créations. Chaque identité a été réfléchie pour toucher des publics différents.

### Création de l'équipe

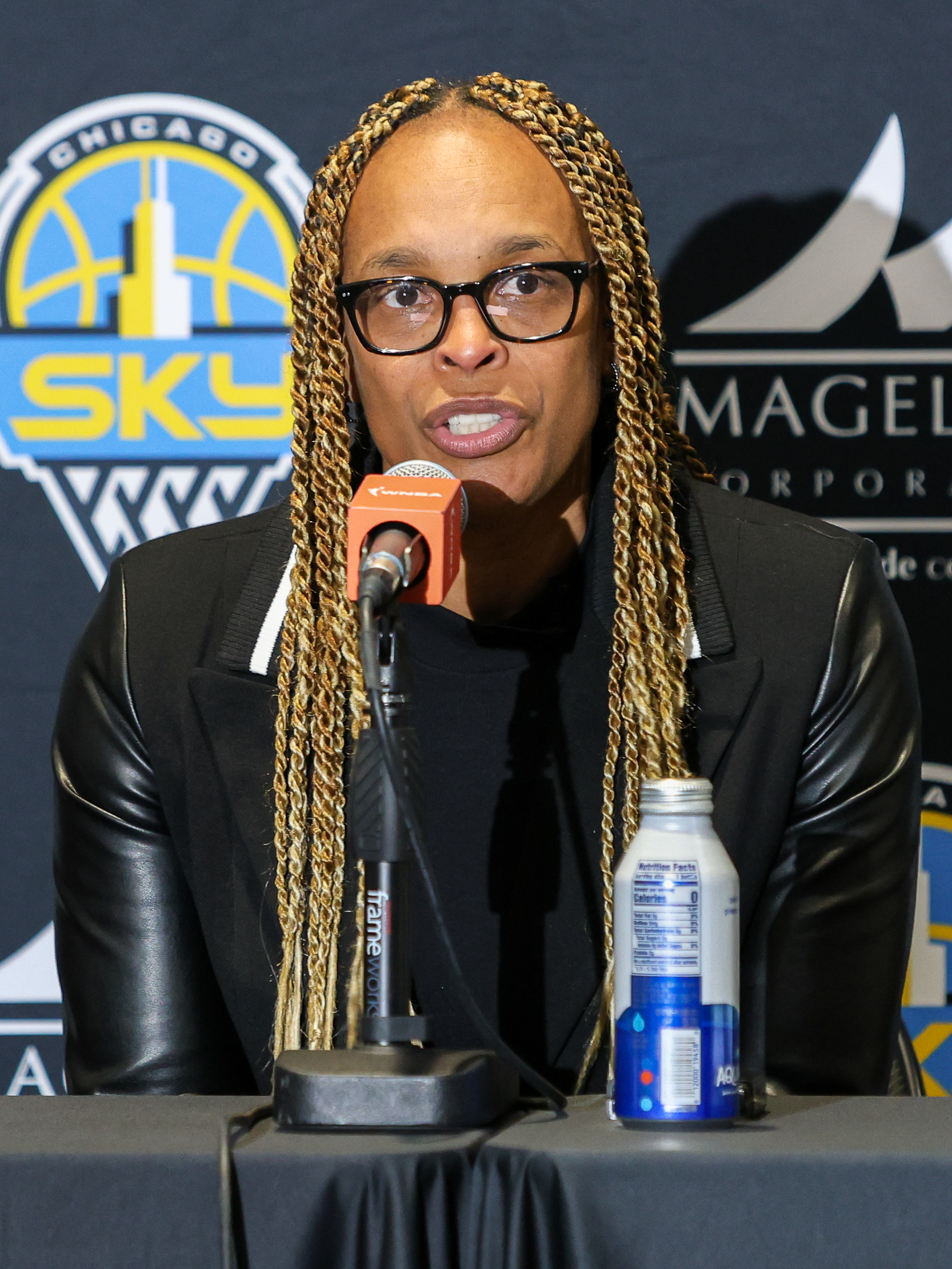
L'entraîneuse Teresa Weatherspoon

L’équipe est constituée le 20 novembre 2024. La ligue a réparti les 34 joueuses annoncées et les deux places de wild-cards en six groupes. Ce sont les six entraîneurs et entraîneuses qui définissent ensemble les compositions des équipes, en essayant de les constituer le plus équitablement possible et sans savoir laquelle leur sera attribuée.
Le Vinyl reçoit Arike Ogunbowale, Rhyne Howard, Jordin Canada, Rae Burrell, Dearica Hamby et Aliyah Boston.
Dearica Hamby et Rae Burrell sont coéquipières en Women's National Basketball Association (WNBA) aux Sparks de Los Angeles, où elles ont partagé une saison avec Jordin Canada. Rhyne Howard et Jordin Canada jouent ensemble au Dream d'Atlanta. Par ailleurs, Rhyne Howard et Dearica Hamby sont membre de l'équipe des États-Unis féminine de basket-ball à trois qui a remporté la médaille de bronze aux Jeux olympiques d'été de 2024 à Paris.
Le Vinyl est entraîné par Teresa Weatherspoon.

## Saison 2025
Le Vinyl termine la saison régulière à la quatrième place, avec un bilan de cinq victoires pour neuf défaites mais crée la surprise en battant les Lunar Owls, premières avec une seule défaite. Il s'incline en finale face à la Rose.

## Composition
L'équipe est composée d'Arike Ogunbowale, Rhyne Howard, Jordin Canada, Rae Burrell, Dearica Hamby et Aliyah Boston. 

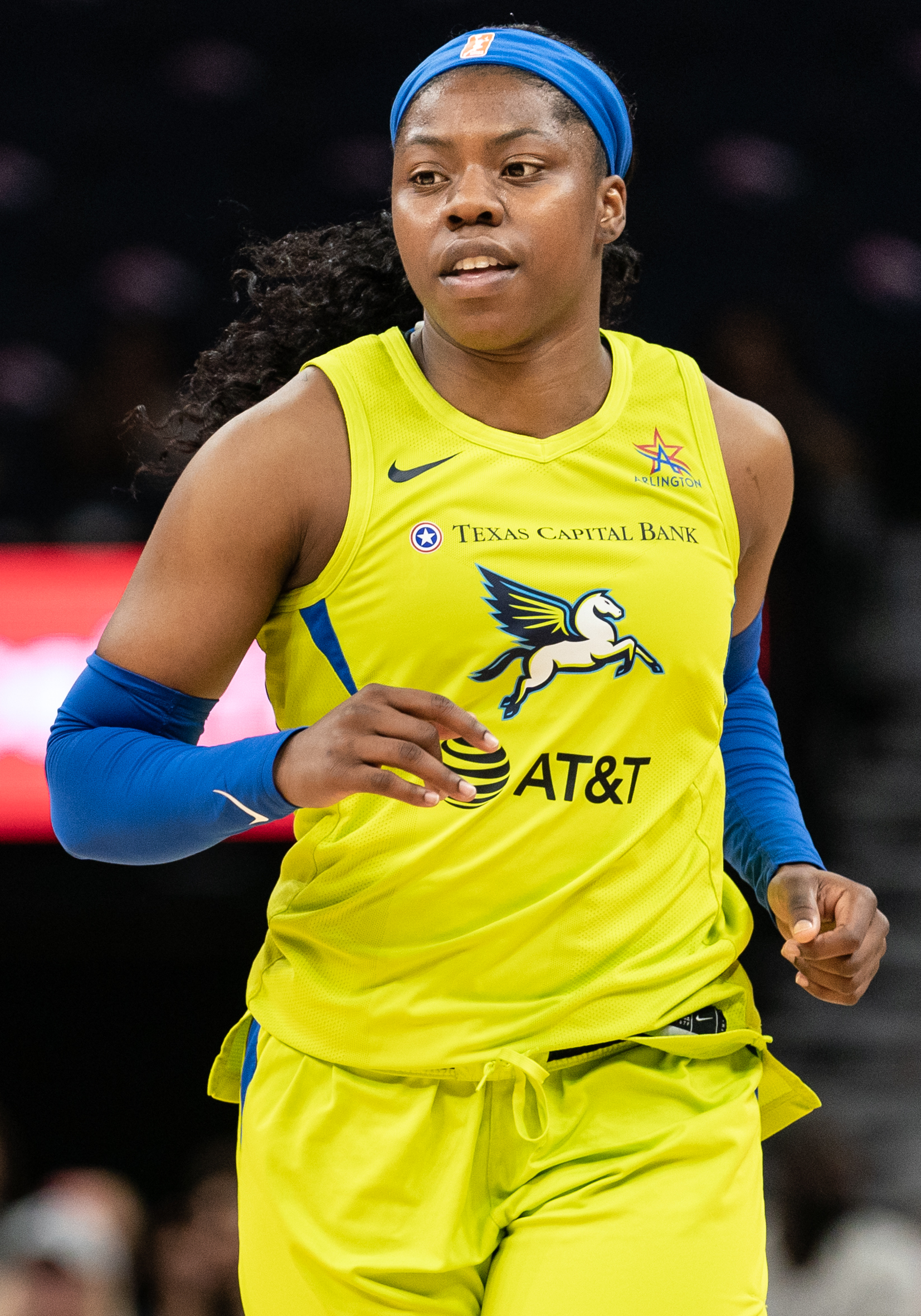
Arike Ogunbowale
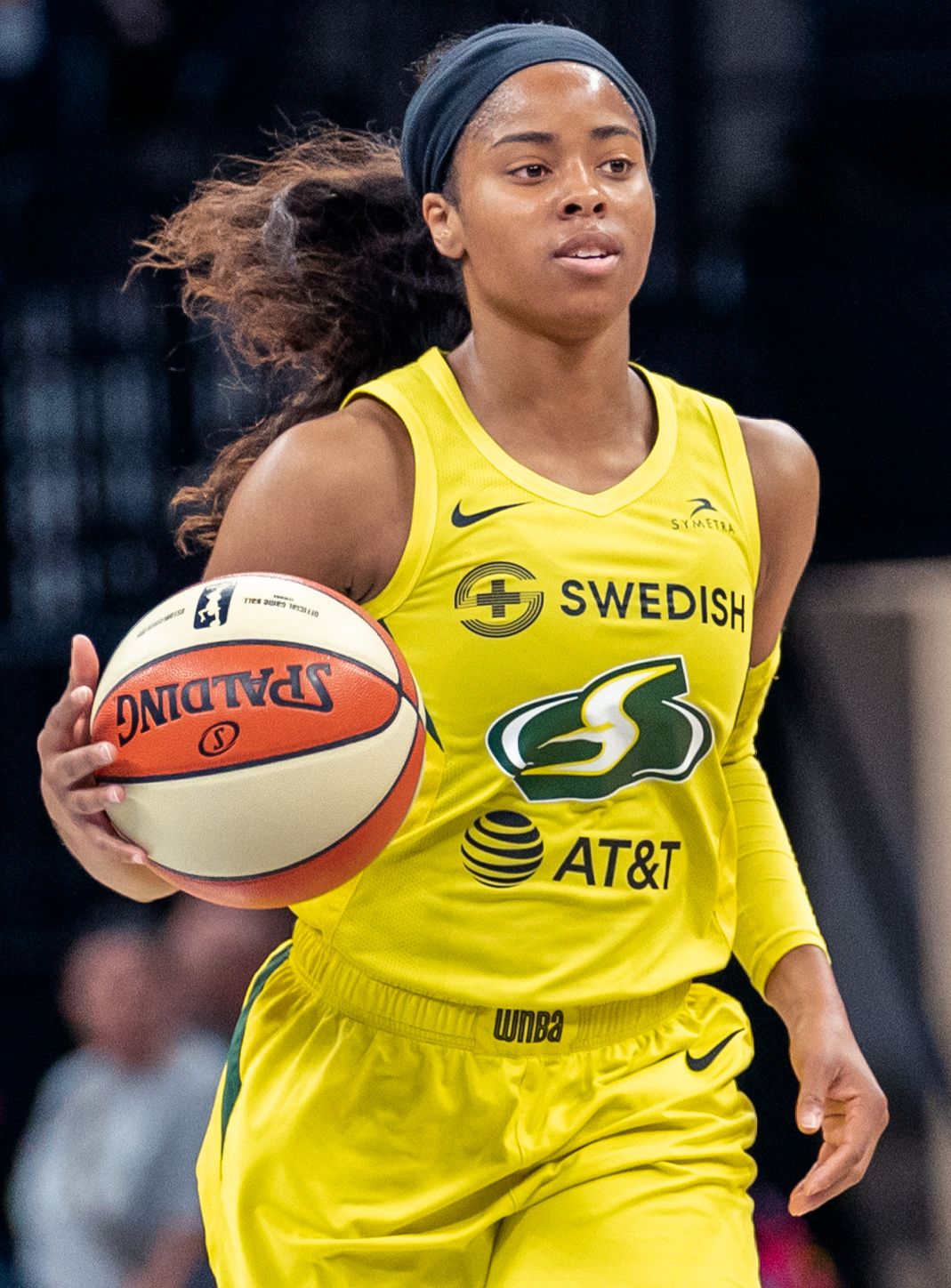
Jordin Canada
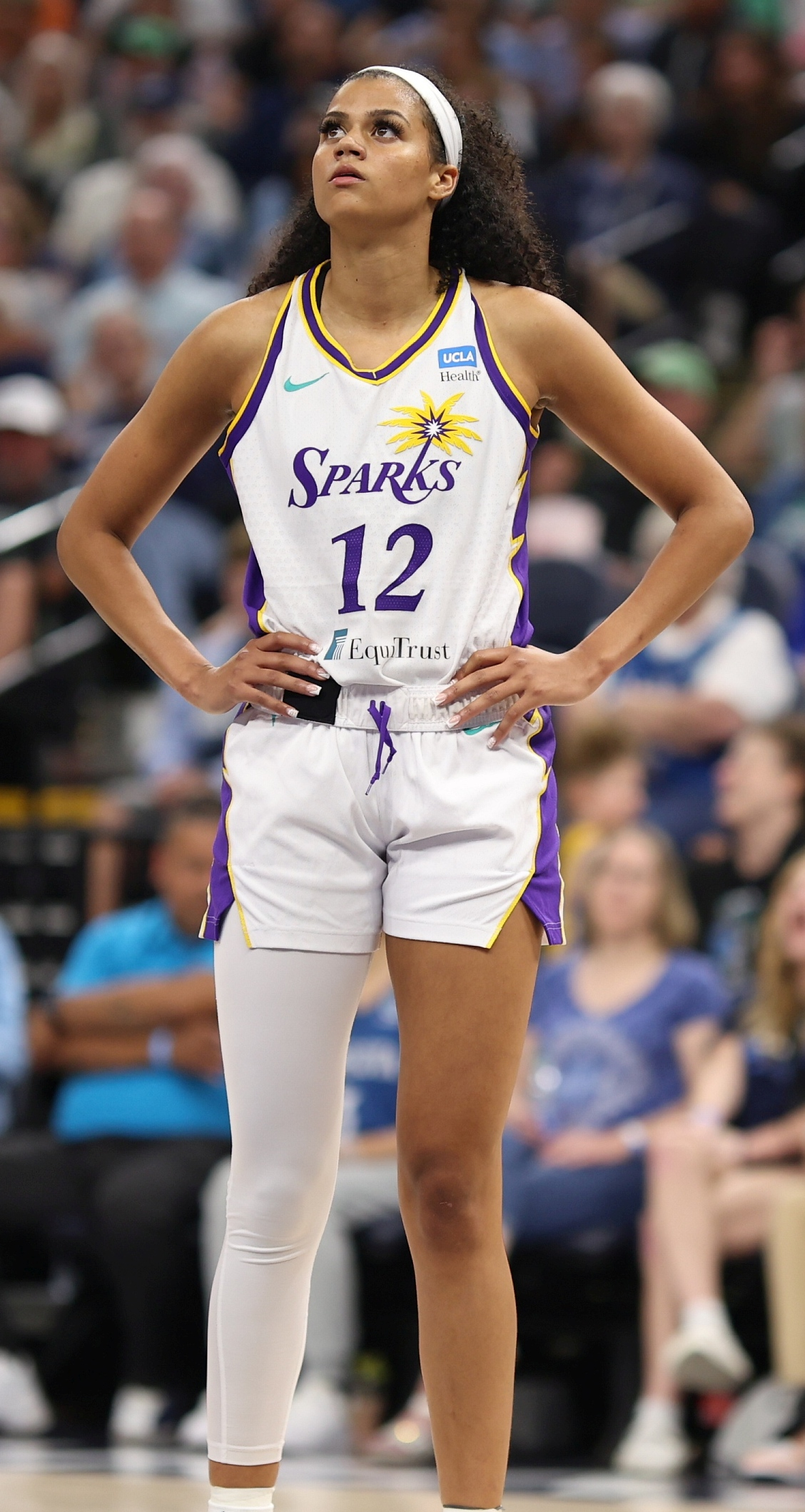
Rae Burrell
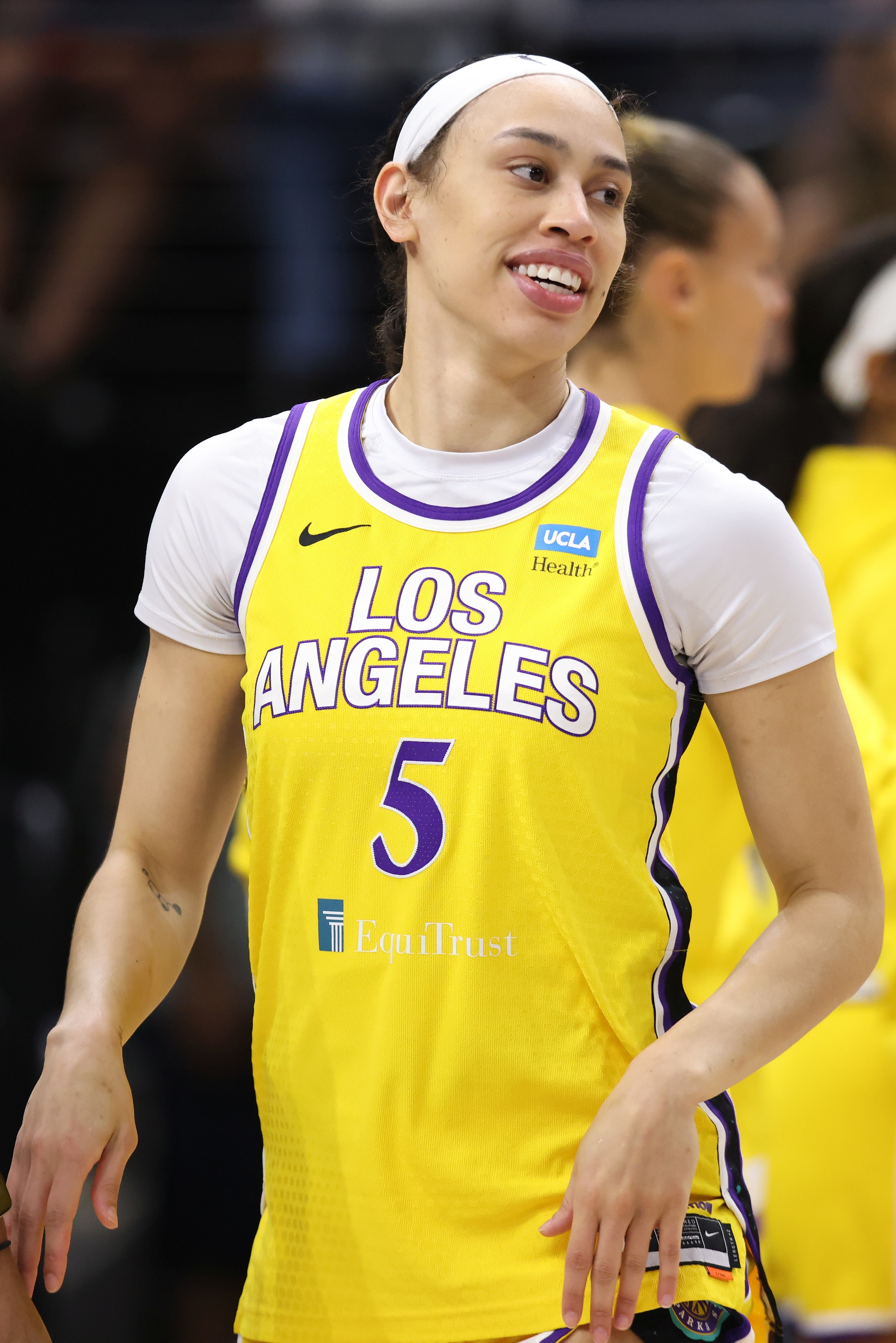
Dearica Hamby
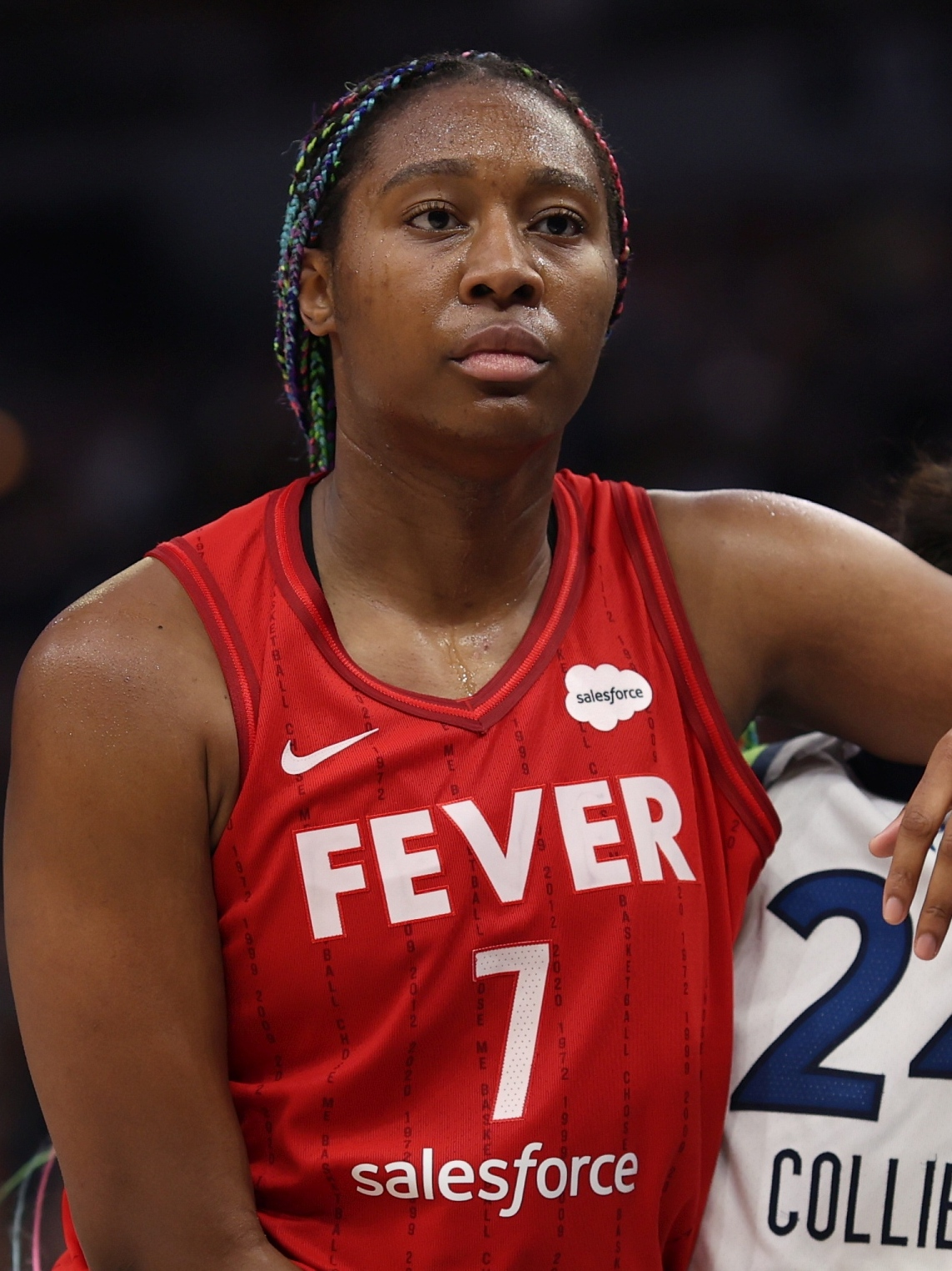
Aliyah Boston
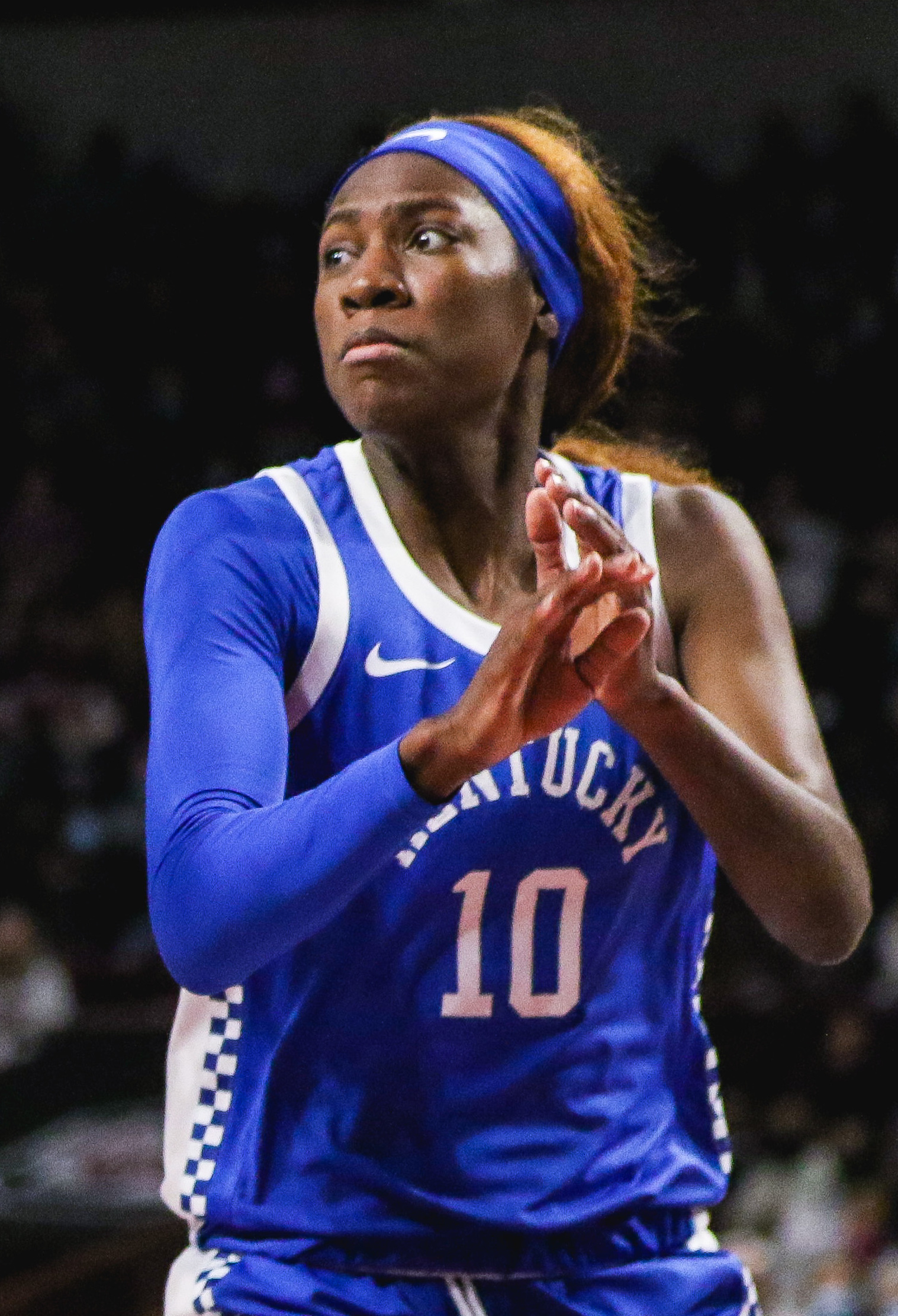
Rhyne Howard